# Galatasaray Istanbul/Saison 1914/15
Die Saison 1914/15 von Galatasaray Istanbul war die 9. Saison in der Vereinsgeschichte und die 8. Saison in der İstanbul Futbol Ligi. Der Klub beendete die Saison auf dem 1. Platz und gewann diese zum vierten Mal.

## Personalien

### Kader
| Nat.                   | Name                |
| Torhüter               | Torhüter            |
| ---------------------- | ------------------- |
| Osmanisches Reich 1844 | Ahmet Ali           |
| Osmanisches Reich 1844 | Hamdi Dardağan      |
| Abwehr                 |                     |
| Osmanisches Reich 1844 | Ahmet Cevat         |
| Osmanisches Reich 1844 | Ustrumcalı Hüseyin  |
| Mittelfeld             |                     |
| Osmanisches Reich 1844 | Celâl İbrahim Bey   |
| Osmanisches Reich 1844 | Bekir Sıtkı Bircan  |
| Osmanisches Reich 1844 | İzzet               |
| Angriff                |                     |
| Rumänien               | Zean Bibescu        |
| Deutsches Reich        | Daniş               |
| Osmanisches Reich 1844 | Hasnun Galip        |
| Osmanisches Reich 1844 | Sedat Ziya Kantoğlu |
| Osmanisches Reich 1844 | Muzaffer Kazancı    |
| Osmanisches Reich 1844 | Fazıl Safi Köprülü  |
| Osmanisches Reich 1844 | Nami                |
| Deutsches Reich        | Emil Oberle         |
| Osmanisches Reich 1844 | Yusuf Ziya Öniş     |
| Osmanisches Reich 1844 | Selami İzzet Sedes  |

## Saison
Alle Ergebnisse aus Sicht von Galatasaray Istanbul.
Die Tabelle listet alle İstanbul-Futbol-Ligi des Vereins der Saison 1914/15 auf. Siege sind grün, Unentschieden gelb und Niederlagen rot markiert.

### İstanbul Futbol Ligi
| ST | Datum             | Gegner                     | Ergebnis |
| -- | ----------------- | -------------------------- | -------- |
| 01 | 18. Dezember 1914 | Anadolu                    | 14:1     |
| 02 | 29. Januar 1915   | Anadolu Hisarı İdman Yurdu | 6:0      |
| 03 | 26. Februar 1915  | Anadolu                    | 1:4      |
| 04 | 26. März 1915     | Anadolu Hisarı İdman Yurdu | 5:0      |
| 0F | 16. April 1915    | Anadolu                    | 3:2      |